# قرمودة
أحد أحياء بلدية زغاية يبعد عن وسط المدينة بحوالي 1.5 كلم بتداد سكاني يفوق 2000 ساكن